# Lorenz Luden
Lorenz Luden (latinisiert Laurentius Ludenius; * 1592 in Eckernförde, Herzogtum Schleswig; † 21. Apriljul. / 1. Mai 1654greg. in Dorpat, Livland, heute Estland), war Professor der Rechte, der Geschichte, der Poesie und Rhetorik und ein zu seiner Zeit namhafter Vertreter der neulateinischen Gelegenheitsdichtung.

## Leben
Luden, Sohn des gleichnamigen Pastors in Weddingstedt Lorenz Luden († nach 1607), schrieb sich im September 1610 zum Studium an der Universität Rostock ein und kehrte, nachdem er auch an der Universität Greifswald studierte und dort zum Magister promoviert wurde, 1617 nach Rostock zurück, wo er in die Philosophische Fakultät aufgenommen wurde. Im Jahre 1621 wurde Luden an der Universität Greifswald zum Doktor beider Rechte promoviert. Er wirkte dort von 1618 bis 1635 an der Artistenfakultät als Professor für Poetik und Geschichte, für Mathematik und zuletzt für Moral und Geschichte. 1635 wechselte er zur Academia Gustaviana in Dorpat (Tartu). Diese Hochschule war zur damaligen Zeit die einzige livländische Universität. Sie war aus dem 1630 gegründeten Dorpater Gymnasium hervorgegangen und wurde ab 1690 als Academia Gustavo-Carolina fortgeführt.
In Dorpat war Luden als Professor der Rhetorik und Poesie und zugleich als Professor der Rechte tätig. 1649 trat er von der erstgenannten Professur zurück und betreute daneben das Amt des Bibliothekars der Akademie. Er war insgesamt dreimal deren gewählter Rektor (1636/37, 1642/43, 1652/53). Ludenius trug wesentlich dazu bei, den Ruf der jungen Akademie in humanistischen Kreisen zu begründen und Studenten anzuziehen.
Schon während seiner Greifswalder Zeit hatte sich Ludenius einen Namen als poeta laureatus Caesareus gemacht. In Dorpat verfasste er außer zahlreichen Disputationen und Abhandlungen zu Gegenständen seiner verschiedenen Fachgebiete auch ein umfangreiches Corpus von insgesamt 223 neulateinischen Gedichten. Diese Gedichtsammlung ist von klassisch-antiken Musterautoren beeinflusst, hat aber auch spätantike christliche Vorbilder wie Venantius Fortunatus, Paulinus von Nola und verrät eine besondere Vorliebe für Wortspiele und Anagramme.

## Werke
- Werkverzeichnis. Minu ESTER, abgerufen am 30. Dezember 2015 (estnisch).
- siehe die umfangreiche Auflistung in Allgemeines Schriftsteller- und Gelehrten-Lexikon der Provinzen Livland, Estland und Lettland, bearbeitet von J. F. v. Recke und C. E. Napiersky. Band III: L–R, Mitau 1830, S. 119–131, books.google.de.